# Pseudectroma nocturnum
Pseudectroma nocturnum är en stekelart som först beskrevs av Hoffer 1954.  Pseudectroma nocturnum ingår i släktet Pseudectroma och familjen sköldlussteklar. Inga underarter finns listade i Catalogue of Life.